# Arbatr
Arbatr (russe Арбатр) fut la première et dernière association indépendante d'artistes peintres en Union soviétique (6 décembre 1986 – 6 décembre 1987).

## Contexte historique
1985-1986. Michail Gorbatchev accède au pouvoir suprême et  annonce la perestroïka. Personne ne le croit. Des réformes impopulaires : la semi-prohibition d’alcool, lutte contre les privilèges, chasse aux bons vivants dans les banias (saunas russes) en plein jour. Guerre en Afghanistan, Tchernobyl, crash économique... le climat est lourd en l'URSS. Le Parti appelle les citoyens à l’autonomie financière.  À Moscou, pour dix millions d’habitants, il n’ y a pas plus de dix salles d’exposition, toutes appartenant à l’administration. ‘’Art’’ est un outil de la propagande sociale. L’asphyxie est complète pour les jeunes artistes.
Au sud de Moscou, dans les bois, les artistes moscovites se donnent rendez-vous chaque week-end en cachette pour exposer leurs œuvres. Ces expositions sauvages deviennent un catalyseur de magma populaire enchanté. Mais très vite, dans ces conditions, l’art est confondu avec l’artisanat et perd son image aux yeux d’intellectuels. Au mois de novembre la presse décompte 70 000 visiteurs en deux jours. Le lendemain les blindés encerclent le bois et la police accompagne le public sur le nouveau lieu d’exposition - rangé à côté de l’hippodrome. L'atmosphère est austère.

## Histoire
Arbatr est fondé le 6 décembre 1986, à l'initiative du poète et artiste Sergueï Arto au Forum des jeunes créateurs à Moscou dans le café «Biruça». Il a été suivi par de très nombreux artistes aspirant à un changement radical dont les principaux représentants sont  Victor Lysakov, Michail Rytiaev, Avetik Abadzhan, Tamara Zinoviev et Alexandr Zacharov; Ila pour ambition de défendre l’idée de liberté d’expression et promouvoir une conception révolutionnaire dans l'art de la fin du XXe siècle "strabisme". La première exposition de cette association a été ouverte au public le 31 décembre 1986. Le succès est immédiat et grâce à la presse de la Perestroïka l’information a touché un très large public en ex-URSS. Mais le mouvement Arbatr, issu de l’art abstrait, du nouveau réalisme, de l’art conceptuel et du trans-avant-garde, s'écarte de l'esthétisme du réalisme socialiste d'État de l'époque avec ses réflexions indépendantes sur l’art et sa représentation. Il est perçu comme une menace par le pouvoir soviétique. L'exposition du strabisme, intitulée Nouvelle perspective  a été interdite au public avant l’ouverture le 7 décembre 1987. Le secrétaire de l'Union des artistes de l'URSS, Pavel Nikanov, ancien injurié de Nikita Khrouchtchev recommande l'interdiction de l'exposition. La décision est prise dans le Comité Central du Parti communiste de l'Union soviétique et exécuté par le comité d’arr. de Kiev à Moscou. L'association Arbatr perd alors son statut officiel ainsi que l'accès à une salle d'exposition. Plusieurs artistes du groupe ont continué à exposer avec succès en Europe et aux États-Unis. Certains quittent l'Union soviétique et s’installent en occident pour pouvoir poursuivre leurs travaux.

## Art
Une des tendances les plus marquantes d'Arbatr est le strabisme. Ce mouvement artistique a été créé par Sergueï Arto à Moscou en 1982 et théorisé dans un programme, puis un Second manifeste, rédigés à Kiev et publiés à Moscou en 1987 dans une émission TV Regard. Le premier manifeste a été publié à Paris en 1991 pour la première fois. 
Le strabisme revendique absence du temps et de l'espace. Cette liberté permet à ce mouvement de prendre ses distances par rapport à l'instrumentalisation par le pouvoir lors de la Perestroïka. Le mouvement strabisme se caractérise par une collision de couleurs, la transformation d'une vision abstraite par le figuratisme et par la mise à jour de citations mythologiques et de l'histoire de l'art à l'aide d'une réflexion sur l'art contemporain.

## Artistes
Le mouvement Arbatr a encouragé de nombreux jeunes artistes de l’ex-URSS, Abadzan Avetik né à Erevan, Antonov Alexei né à Bakou, Arto Serge (Serqueï) né à Novossibirsk, Krasavin Alexei né à Moscou, Kraschin Nikolai, Lysakov Victor né à Altaï, Naumov Serguei, Rytiaev Mihail né à Dnepropetrovsk, Sergatchev Vladimir né dans l'oblast de Penza, Zacharov Alexsandr Zinoviev Tamara né à Moscou, Zmorovych Yuriy Kiev.

## Expositions
Nouvelle perspective. Moscou, salle ARBATR, novembre 1987.
Une exposition notamment d'une œuvre Dino Luci de Sergueï Arto a été organisée au musée du Louvre en avril 2005.